# Match om tredjepris
En match om tredjepris, tredjeprismatch, bronsmatch eller bronsfinal, förekommer i sportens värld och brukar i utslagsturneringar spelas mellan semifinalernas förlorare. Vinnaren i matchen belönas med en bronsmedalj och kommer på tredjeplats, medan förloraren kommer på fjärde plats.
I nationella lagmästerskap där klubblag gör upp i ett slutspel förekommer inte alltid match om tredjepris. I SHL (då Elitserien) avskaffades bronsmatchen inför säsongen 1977/1978. I Elitserien i bandy infördes dock en sådan match säsongen 2014/2015.
Tredjeprismatcher anses ofta ha högt underhållningsvärde.

### Fotnoter
1. ↑  Erik Jonsson (21 oktober 2014). ”Bronsmatch införs under finalhelgen”. Svenska Bandyförbundet. Arkiverad från originalet den 21 oktober 2014. https://archive.is/20141021162324/http://iof1.idrottonline.se/SvenskaBandyforbundet/Bandynyheter/Senastenytt/Bronsmatchinforsunderfinalhelgen/. Läst 21 oktober 2014.
2. ↑  David Larsson (9 juli 2010). ”Historiska fakta - bronsmatchen alltid rolig”. Fotbollskanalen. http://www.fotbollskanalen.se/landslag/historiska-fakta---bronsmatchen-alltid-rolig/. Läst 21 oktober 2014.